# بروتونا
بروتونا (انگلیسی: Broutona) یک جزیره آتشفشانی در جزایر کوریل کشور روسیه است.